# Joey Votto
Joseph Daniel „Joey“ Votto (* 10. September 1983 in Toronto, Ontario) ist ein kanadischer Baseballspieler in der Major League Baseball (MLB). Er spielt als First Baseman für die Cincinnati Reds und gewann 2010 den National League MVP Award sowie die Lou Marsh Trophy als Sportler des Jahres in Kanada.

## Karriere
Votto wurde 2002 von den Cincinnati Reds entdeckt. Er wurde 2007 zum Spring Training der Cincinnati Reds eingeladen und hatte es ins 40-Mann-Aufgebot der Reds geschafft. Bevor er spielen durfte, sollte er sich vorher nochmals bei den Louisville Bats beweisen.
Am 1. September 2007 wurde er zum Spiel der Reds gegen die New York Mets ins Aufgebot gerufen. Am 4. September 2007 gab er sein Debüt für die Cincinnati Reds, wurde aber von Guillermo Mota durch Strikeout ausgespielt. Danach lief Vottos Karriere sehr gut und er schlug 2007 noch vier Home Runs und fünf Run Batted In (RBI). 2008 schlug Votto 24 Home Runs und 84 RBI. In der Wahl zum „Rookie of the Year“ 2008 unterlag er knapp dem Catcher der Chicago Cubs, Geovany Soto.
2009 wurde Votto zum Leistungsträger im Team um Manager Dusty Baker. Votto schlug 2009 25 Home Runs und 84 RBI und das, obwohl er 31 Spiele aussetzen musste, weil er eine schwere Infektion im Innenohr hatte. Trotzdem wurde er in einer Septemberwoche nach 10 RBI in fünf Spielen zum „Player of the Week“ gekürt. 2010 wurde nach dem guten Jahr 2009 ein nahezu perfektes Jahr, als Votto 37 Home Runs und 113 RBI schlug. Er war 2010 damit der viertbeste Batter in der MLB Saison.
2011 unterschrieb er für ein Gehalt von insgesamt 38 Millionen Dollar einen Vertrag über drei Jahre bei den Cincinnati Reds.